# Кроки
«Кроки» — радянський чорно-білий драматичний телефільм 1962 року, знятий режисером Жирайром Аветісяном на Єреванському телебаченні.

## Сюжет
Драма за мотивами однойменною радіоп'єсою Арді Лійвеса. Головні герої — журналіст та лікар. Їхня зустріч воскрешає спогади минулої війни, де переплелися їхні долі.

## У ролях
- Армен Джигарханян — головна роль
- Вардуї Вардересян — головна роль
- Олена Оганесян — епізод
- Гегам Арутюнян — епізод

## Знімальна група
- Режисер — Жирайр Аветісян
- Сценарист — Жирайр Аветисян
- Оператор — Едмонд Акопян
- Композитор — Едуард Багдасарян
- Художник — Шаген Акопян